# Nome in Codice: Assassino
Nome in Codice: Assassino è un criminale immaginario, un personaggio dei fumetti pubblicati dalla DC Comics. Debuttò in 1st Issue Special n. 11 (febbraio 1976) e fu creato da Gerry Conway, Steve Skeates e Nestor Redondo (accreditato come Redondo Studio).

## Biografia del personaggio
Jonathan Drew ebbe il suo debutto nella DC Comics in 1st Issue Special n. 11, e secondo le sue origini, partecipò ad un esperimento di studio sulla percezione extrasensoriale condotta dal Dottor Andrew Stone nell'immaginaria Antioke University. A causa di un inesplicabile incidente, Jonathan sviluppò i poteri di telepatia e telecinesi che utilizzò successivamente per punire gli assassini di sua sorella Marie. Secondo Ted Knight, il supereroe della Golden Age noto come Starman, Jonathan Drew operò per un breve periodo ad Opal City negli anni settanta.

### Progetto Cadmus
Per un breve periodo, Jonathan Drew fu il capo della sicurezza del Progetto Cadmus; fu sollevato dal suo incarico dopo aver assassinato l'ex poliziotto Jim Harper, il primo eroe a portare il nome di Guardiano.

### Atlas
Jonathan Drew ritornò nell'Universo DC in Superman's Pal Jimmy Olsen n. 1 (dicembre 2008), dove la storia lo presentò sotto una nuova luce e con delle nuove origini. Apparentemente, Jonathan fu un agente del governo statunitense fino al suo primo ingaggio. Drew fu parte di una cospirazione diretta contro Superman, e per una ragione ancora sconosciuta fu responsabile dell'attacco di Atlas a Metropolis. Drew fu anche responsabile della morte del Dottor Stone, della ex Newsboy Legion e del semi-alieno noto come Dubbilex. Tentò anche di assassinare il fotografo del Daily Planet Jimmy Olsen, che accidentalmente scoprì la cospirazione.

### New Krypton
Drew giocò un ruolo importante come uno degli agenti del Generale Sam Lane nel crossover multi-titolo Superman: New Krypton. Lo si vede al fianco del Generale quando i suoi scienziati condussero esperimenti su Brainiac.

## Poteri e abilità
Jonathan Drew possiede un limitato potere telepatico, che gli permette di sentire le emozioni, di leggere la mente (solo pensieri superficiali), e telecinesi, che gli permette di volare, di generare campi di forza e di sollevare oggetti pesanti solo con il pensiero.
Jonathan è anche un abilissimo cecchino, e porta sempre con sé un paio di pistole super tecnologiche.